# 黑金迷牆
是一部2000年美國心理驚悚電影，由羅伯·柯漢執導，主演是約書亞·傑克遜、保羅·獲加和萊斯里·比布。本片的情節是基於圍繞耶魯大學的學生社團骷髏會的一些陰謀論而成。
本片受到强烈批評，但成功地產生了兩部非戲院首映的續集，《聖堂風雲2：黑金迷牆》（2002年）和《聖堂風雲3》（2004年）。

## 演員
- 約書亞·傑克遜 飾 Lucas "Luke" McNamara
- 保羅·獲加 飾 Caleb Mandrake
- 希爾·哈波（英语：Hill Harper） 飾 Will Beckford
- 萊斯里·比布（英语：Leslie Bibb） 飾 Chloe Whitfield
- 克里斯托弗·麥克唐納 飾 Martin Lombard
- 史蒂夫·哈里斯（英语：Steve Harris (actor)） 飾 Detective Sparrow
- 威廉·彼德森 飾 參議員Ames Levritt
- 克雷格·T·尼爾森（英语：Craig T. Nelson） 飾 法官Litten Mandrake
- 大衛·阿斯曼（英语：David Asman） 飾 Jason Pitcairn
- 斯科特·吉布森（英语：Scott Gibson） 飾 Travis Wheeler
- 尼格爾·班尼特（英语：Nigel Bennett） 飾 Dr. Rupert Whitney
- 諾亞·丹比（英语：Noah Danby） 飾 Hugh Mauberson

## 外部連結
- 互联网电影数据库（IMDb）上《The Skulls》的资料（英文）
- AllMovie上《The Skulls》的资料（英文）
- 爛番茄上《The Skulls》的資料（英文）